# Llista d'especialitats 54 de la Nomenclatura de la UNESCO
Llista d'especialitats del camp 54 (Geografia) de la Nomenclatura de la UNESCO:
| Disciplina                            | Codi    | Especialitat                            |
| ------------------------------------- | ------- | --------------------------------------- |
| 5401 Geografia econòmica              | 5401.01 | Distribució de recursos naturals        |
| 5401 Geografia econòmica              | 5401.02 | Geografia de les activitats             |
| 5401 Geografia econòmica              | 5401.03 | Utilització de la terra (vegeu 2505.04) |
| 5401 Geografia econòmica              | 5401.04 | Desenvolupament regional                |
| 5401 Geografia econòmica              | 5401.99 | Altres (especifiqueu)                   |
| 5402 Geografia històrica              |         |                                         |
| 5403 Geografia humana (vegeu 2505.01) | 5403.01 | Geografia cultural                      |
| 5403 Geografia humana (vegeu 2505.01) | 5403.02 | Demogeografia (vegeu 5203)              |
| 5403 Geografia humana (vegeu 2505.01) | 5403.03 | Geografia lingüística (vegeu 5703)      |
| 5403 Geografia humana (vegeu 2505.01) | 5403.04 | Geografia de la religió (vegeu 5101.10) |
| 5403 Geografia humana (vegeu 2505.01) | 5403.05 | Geografia política                      |
| 5403 Geografia humana (vegeu 2505.01) | 5403.06 | Geografia social                        |
| 5403 Geografia humana (vegeu 2505.01) | 5403.99 | Altres (especifiqueu)                   |
| 5404 Geografia regional               | 5404.01 | Geografia urbana                        |
| 5404 Geografia regional               | 5404.02 | Geografia rural                         |
| 5404 Geografia regional               | 5404.99 | Altres (especifiqueu)                   |
| 5499 Altres (especifiqueu)            |         |                                         |